# Winfield, Iowa
Winfield là một thành phố thuộc quận Henry, tiểu bang Iowa, Hoa Kỳ. Năm 2010, dân số của thành phố này là 1134 người.

## Dân số
Dân số qua các năm:
- Năm 2000: 1131 người.
- Năm 2010: 1134 người.